# Legírozás
A legírozás olyan konyhatechnikai, azon belül dúsítási eljárás, mely során tejszínt, tejfölt vagy vajat kevernek össze tojássárgájával. Krémleveseket és mártásokat lehet ilyen módon sűríteni, nem sokkal a tálalást megelőzően. Az összekevert sűrítőanyagot meleg folyadékkal kell lazítani, mely nem lehet 80 °C-nál melegebb, majd kevergetés közben adagolják a sűrítendő ételhez, vékony sugárban csorgatva. A sűrítést itt a fehérje végzi, mely a folyamat során megalvad. Ha az eljárást helytelenül folytatják le, vagy az étel túl forró, akkor a fehérje kicsapódik. Ugyanezen ok miatt az így sűrített ételt nem szabad újra felforralni sem.